# Saint Anthony, Idaho

Saint Anthony belägenhet i Idaho.

Saint Anthony är en stad i Fremont County, Idaho där den är county seat.

## Befolkningsstorlek
Saint Anthony hade vid folkräkningen 2010  3 542 invånare. Staden ingår i tätorten Rexburg med  49 164 invånare 2000.

## Historia
Staden grundades 1888. I dess närhet hade det i början av 1800-talet funnits ett handelsfaktori kallat Fort Henry.